# 阪急9300系電車
阪急9300系電車（はんきゅう9300けいでんしゃ）は、阪急電鉄（阪急）が2003年（平成15年）に導入した特急形電車。2010年（平成22年）までに8両編成×11本が製造された。

## 概要
1975年（昭和50年）に登場した6300系以来の京都線特急車として、2003年（平成15年）10月14日の鉄道の日より営業運転を開始した。京都線用としては1995年（平成7年）の8300系8315F、阪急全体では8000系8042F以来の新造車である。
「すべてのお客様に快適な移動空間」をコンセプトに、「快適な車内空間の提供、優れたサービス機器の導入、高齢者や移動制約者に対するバリアフリー」の3項目を重点に仕様が決定された。阪急の伝統を継承しつつ、新たな乗客のニーズや新技術を取り入れた次世代の標準車両として製造されている。
1948年（昭和23年）の550形以来、50年間にわたり阪急の車両を製造してきたアルナ工機が撤退したため、9300系はアルナ工機に代わり日立製作所笠戸事業所で建造された。その後、路面電車事業者からの要望や阪急の保守体制の再編からアルナ車両が発足している。第9編成の9308Fは構体のみ日立で製造し、アルナ車両で艤装を行っている。
2009年（平成21年）度には、安全報告書において40両を増備し、京都本線で運用されている6300系を全て置き換える計画が示され、この計画通り全編成が9300系に置き換えられた。
2024年（令和6年）7月21日より、全11編成のうち6編成（9303F - 9308F）に、大阪梅田側から4両目（仮4号車）に座席指定車「PRiVACE（プライベース）」が連結された。PRiVACEは、後継の特急車である2300系（2代）として建造され、9300系との混結対応の調整を施した上で組み込まれる。なお、9300系へのPRiVACE連結は、2300系の編成数が充足するまでの暫定措置、と報じられている。
今後は、2300系の増備が進むごとに順次特急運用から撤退（PRiVACEを連結していない編成が優先、引き続いてPRiVACE連結編成も対象）、ロングシート化などの改造が行われる予定と報じられた（#ロングシート化を参照）。

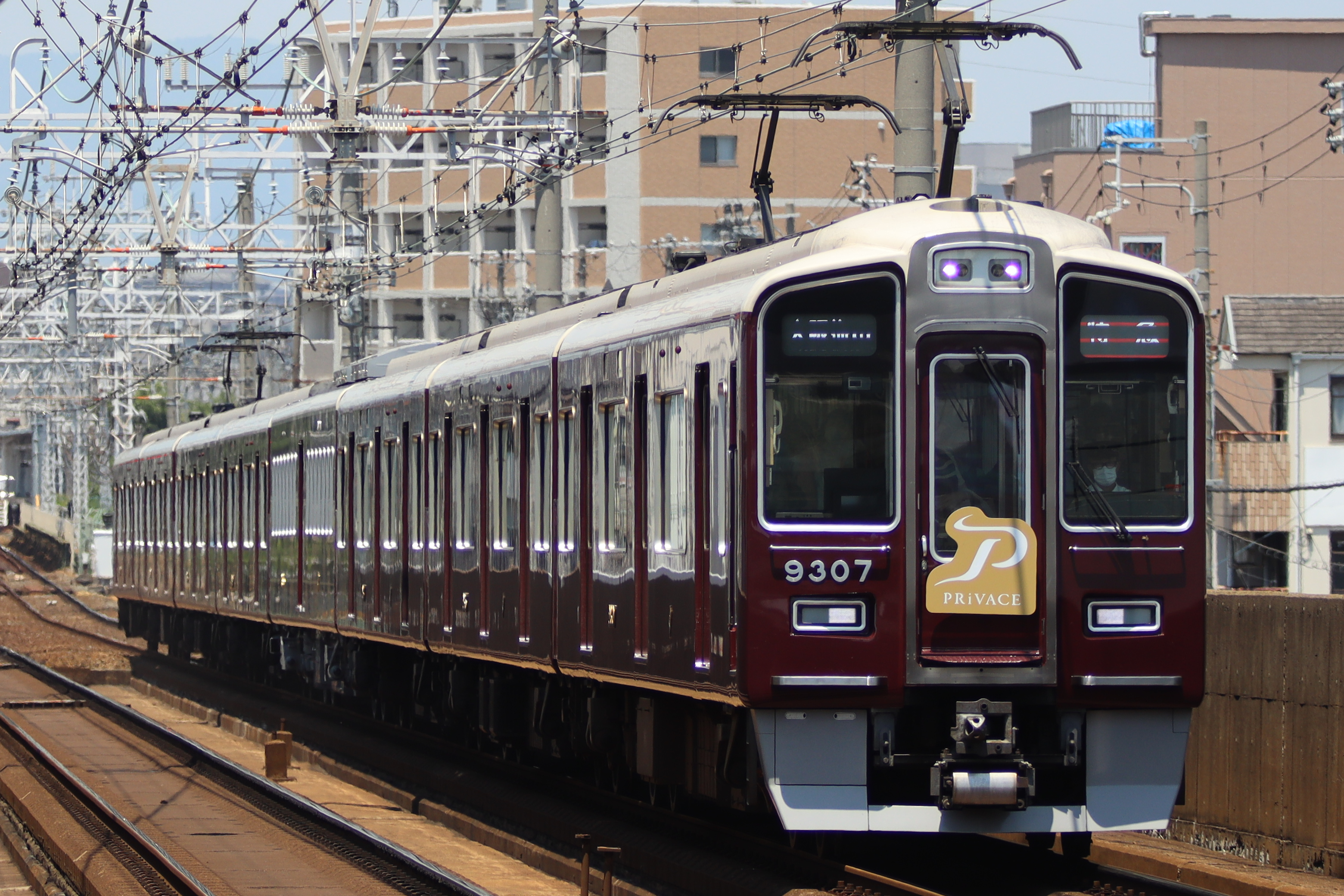
2300系有料座席「PRiVACE」を組み込んで運用する9300系 （2024年7月21日 上新庄駅）

### 開発の経緯
6300系を置き換える特急車の計画は、阪神・淡路大震災の復旧などによる投資の抑制から、たびたび延期となっていた。阪神・淡路大震災から約2年後（1997年ごろ）の構想段階では、6300系と同様の2扉車ながらクロスシートのみとせず、編成中の2両ほどは車両中央部にセミコンパートメントを2 - 4区画配置（残りはロングシート）したセミクロスシート車とする案もあった。
しかし、阪神・淡路大震災の発生や、京阪間ノンストップ特急世代の退職による生産年齢人口の減少、名神高速道路の改良などの情勢の変化から、輸送体系が抜本的に見直され、2001年（平成13年）3月のダイヤ改正で特急は従来の15 - 20分間隔から10分間隔に増発、停車駅はかつての急行並みに増加したが、所要時間の増加を待ち時間の減少で相殺する形で、京阪間を軸としながら、中間駅の需要もこまめに拾うようになった。増発に伴いロングシート車の特急が増えたことと、乗降の増加に対応して3扉セミクロスシートとした本形式を投入することとなった。

## 車体
車体は日立製作所の「A-train」をベースとし、アルミニウム合金を用いたダブルスキン構造となっている。寸法は7300系で制定した標準寸法を採用、長さ18,900 mm×幅2,780 mm×高さ4,095 mmとなり、Osaka Metro堺筋線への乗り入れも可能としたほか、将来の神宝線の限界拡張も考慮されている。
バリアフリー対応として、床面高さを8000系の1,170 mmから20 mm下げ、1,150 mmとした。同時にホームの高さも1,100 mmに嵩上げし、段差の縮小を図っている。従来のホーム高さは神宝線が1,050 mm、京都線が1,067 mmであった。
前面形状は後退角を増してスピード感を持たせ、上部のヒサシ部分のみ8000系・8300系で採用された額縁形状を残している。後退角は8000系初期車より100 mm近く大きい240 mmとなり、風圧の問題を回避した。屋根は列車無線アンテナをカバーで覆い、屋根の左右には列車全長に渡ってカバー（飾り屋根）を設け、内側に冷房装置や屋上配線などを納めている。
社章は、「Hankyu」の文字を省略して小型化・金属切り抜き化のうえ、旧社章時代と同じく腰板部分に移された。この変更はその後の新造車や、2008年（平成20年）以降のリニューアル車にも波及した。

## 内装
京都線の特急用車両は長らく2扉クロスシートが採用されてきたが、9300系では特急の停車駅増加に伴う乗降の増加に対応して3扉セミクロスシートとされた。またクロスシート幅を900 mmに、前後間隔を950 mmに拡大し、ロングシートの一人あたりの幅も480 mmに拡大するなど居住性の向上にも配慮している。転換クロスシートは6300系同様、終点での折返しの際に運転室のスイッチ操作による一斉転換が可能である。車端部は車椅子スペースのある側はロングシート、もう一方には転換クロスシート部分と同様の座席がボックス形に固定して設置され、扉側には補助椅子が設置されている。戸袋窓が無いため、車端部以外の側扉横の座席では側窓との位置関係が合わなくなっているが、日よけは8000系クロスシート車とは異なり各座席ごとに来るように改良されている。
吊革は、京都線の特急車としては初めて、扉部分も含めて全長に渡って設置された。革の色調は、天井付近の内装材が木目調から白色となったため（後述）、8300系以前とは異なりグレーとしている。
側窓は連続窓となり、初期の3編成は上下寸法も1,040 mmと大型化、全窓固定の強制換気となった。第4編成以降は窓上を50 mm下げた990 mmとなり、車端部の窓は9000系に合わせて開閉式（パワーウインドウ）に変更された。
従来の阪急車両は内装パネルを小ブロックに分割し、アルミジョイントを被せる工法であったが、9300系では大型内装パネルを用いて各部品下側へ入れ込む工法でアルミジョイント部材を省略し、省施工・イメージの一新を図っている。荷物棚と側扉の上部（鴨居部）は天井モジュールと一体化され、この部分も白系統の配色とされたため、8300系以前と比べて木目化粧板が占める割合は減少している。
製造コストを下げるために座席の造りが簡略化されているほか、ドア横の手すりは、日立「A-train」特有のドア枠自体を掴める構造を採用したうえ、難燃性基準の改正により樹脂製の蛍光灯カバーが使えなくなった代わりに半間接照明を採用している。これは車内の上部側板と一体化する形で、蛍光灯下部は半透明の難燃性の樹脂による照明となっている。カバーを外さずに蛍光灯の交換ができるようになり、保守性も向上している。また、室内高さを2,315 mmに拡大している。アルナ車両で艤装を行った9308Fも、日立製の他編成と内装の仕上げに差異は見られない。
乗務員室は、運転台の機器配列の変更と新たに運転状態表示・各種設定用タッチパネル液晶モニタが加わっているが、各種構成部品は新規開発品ではなく、8300系などの従来車と同様の物が引き続き採用されている。また、艤装は従来の車両と同様の工法で行われているため、運転台デスクと前面ガラスの角度を除くと他系列とほぼ同様となっている。なお、前面および前面ガラスの後退角が増した結果、地下区間走行時や夜間走行時にカーテンのない仕切り窓を通じて前面ガラスに車内の様子が反射するため、これを防止するための板が運転台デスク右側の柱上部に取り付けられるようになっている。取り付ける板は仕切り戸の乗務員室側下部に設置されている。

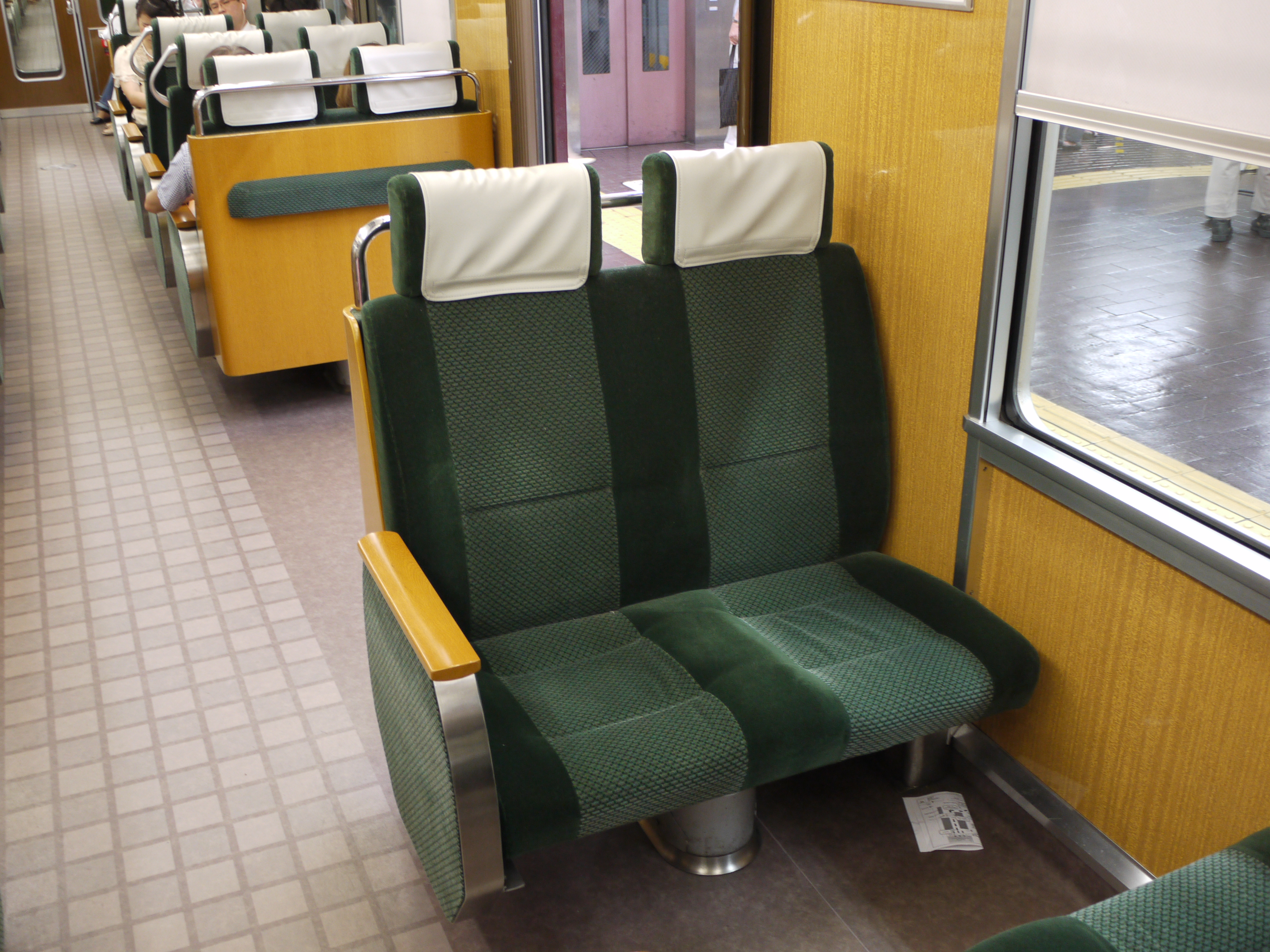
9300系クロスシート
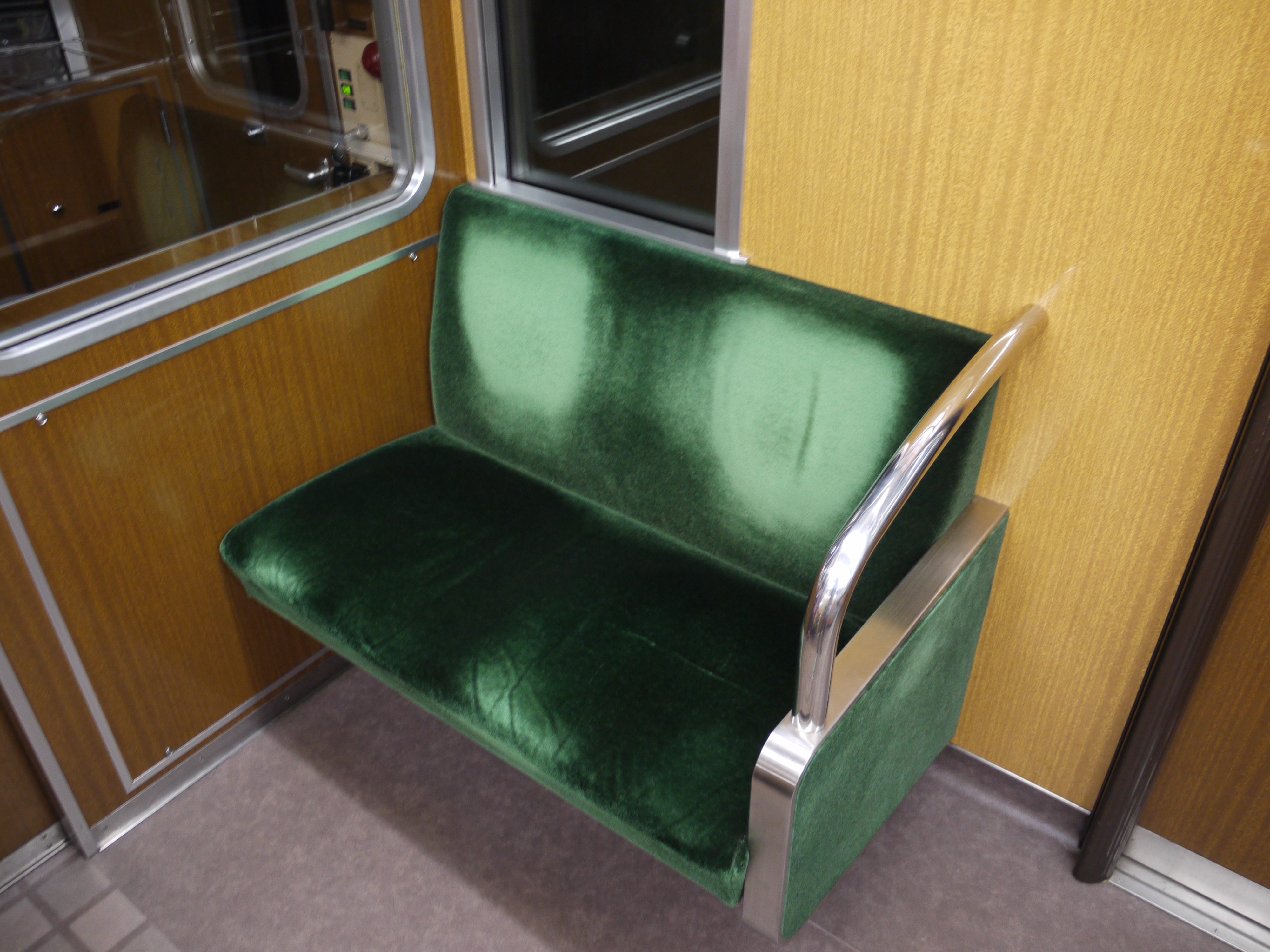
9300系ロングシート （運転台後方部分）
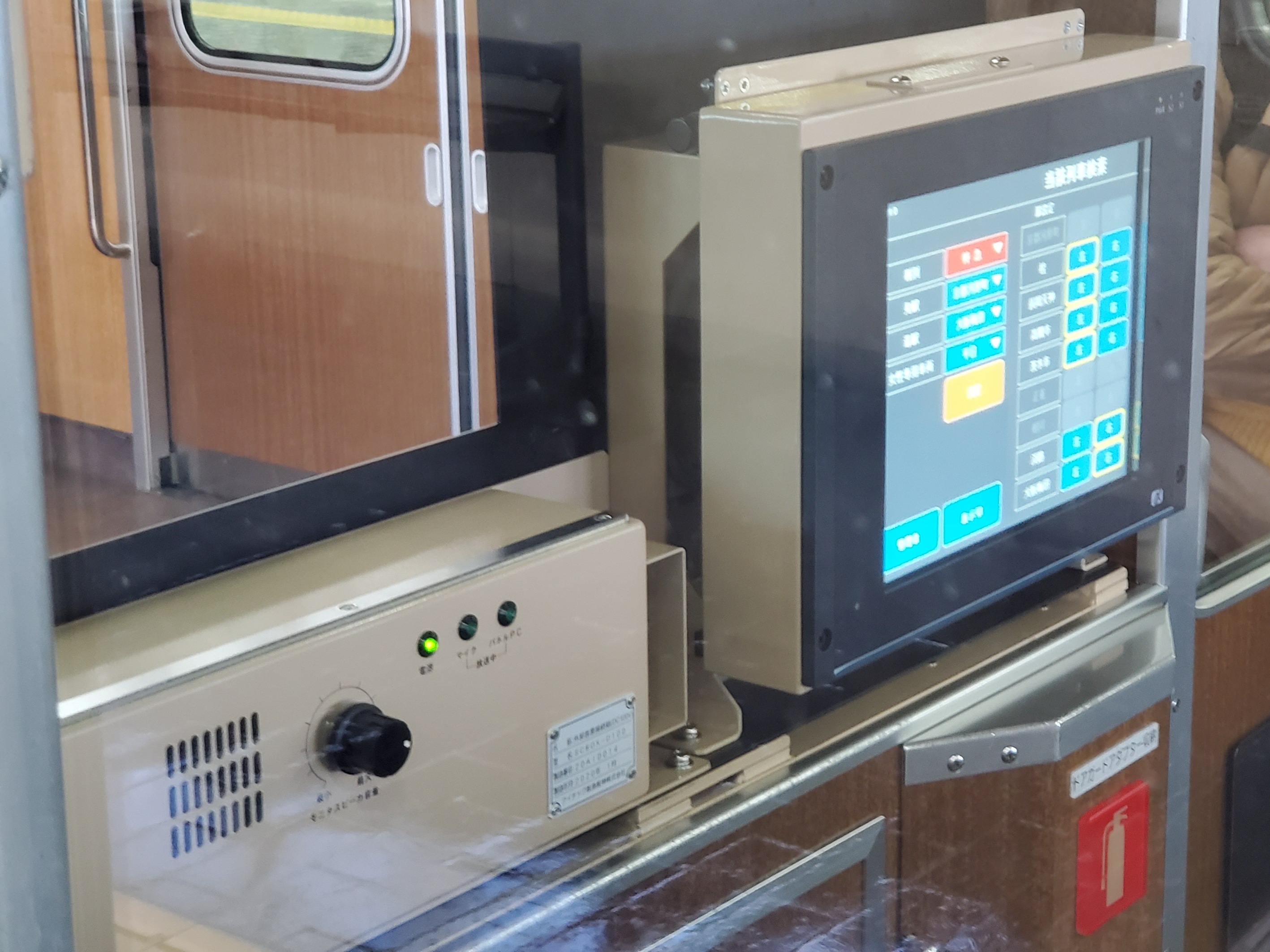
自動放送装置 種別・行先・曜日別ダイヤにも対応

## 機器類
台車は住友金属工業製で、電動台車にはFS565、付随台車にはFS065を装備する。8000系、8300系では一部でボルスタレスが採用されたが、本系列では再びボルスタ付きの台車となった。基礎ブレーキ装置はユニットブレーキによる踏面片押し式を採用している。
制御装置は京都線の慣例により東洋電機製造製で、IGBT素子によるVVVFインバータ(3300 A/800 A 1C2M)を搭載する。IGBT素子やセンサレス制御は阪急では初採用である。また、2005年（平成17年）に増備された9301Fからは理論上0.3 km/hまで回生ブレーキを使用することが可能な、純電気ブレーキ（電気停止ブレーキ）が採用されている。
主電動機も東洋電機製造製で、このメーカー標準のサイクロン式集塵装置付で絶縁ベアリングも使用している。主電動機定格出力は200 kW、定格回転数は1,960 rpm、最大回転数は4,642 rpmである。また、惰行制御も装備している。
ブレーキ装置は回生ブレーキ優先の電気指令式ブレーキ（HRDA-1）を採用、直通予備ブレーキも併設する。ブレーキシステムはブレーキコントロールユニット（BCU）として1つの箱に集約し、各車に搭載している。電動空気圧縮機は交流電動機駆動で、SIMモーターを使用したスクリュー式である。
補助電源装置の静止形インバータはIGBT素子の定格容量150 kVAのものであるが、2バンクを並列に同期させながら運転しており、故障時に対応できるようにしている。

## 形式
主電動機の出力増強に伴い、本形式では3M5Tとした。編成両端に電動車を配し、編成中間には付随車が5両連続する。大阪梅田方先頭部には電気連結器を設け、7300系や8300系と併結しての10両編成の運用が可能な設計とされた。
2017年（平成29年）9月に形式呼称が変更された。右が変更後の形式。電動車は、2017年（平成29年） - 2018年（平成30年）頃にかけて可とう歯車継手変更改造を受け、形式末尾に「-1」が加わった。なお、2021年（令和3年）からは形式末尾の「-1」は廃止された。
新造形式
- 9300形/Mc9300-1形（Mc1：9300 - 9310、11両）

大阪梅田方の先頭に連結される制御電動車（1号車）。シングルアーム形パンタグラフ2基とVVVF制御器2組、蓄電池を搭載。先頭部の連結器は密着連結器と電気連結器。
- 9400形/Mc9400-1形（Mc2：9400 - 9410、11両）

京都河原町方の先頭に連結される制御電動車（8号車）。VVVF制御器2組、蓄電池を搭載。先頭部の連結器は密着連結器のみ。
- 9800形/M9800-1形（M1：9800 - 9810、11両）

9400形の次位に連結される中間電動車（7号車）。シングルアーム形パンタグラフ2基とVVVF制御器2組、蓄電池を搭載。
- 9850形/T9850形（T1：9850 - 9859・9950・9860 - 9869・9960、22両）

電動車の次位に連結される補機類を搭載した付随車。圧縮機・静止型インバータ（SIV）2基を搭載する。9850形では、原型車では9300形の次位（2号車）に、ロングシート化・機器更新車では、後述のM9900形の次位（新3号車）に、9860形では9800形の次位（6号車）に連結される。
- 9870形/T9870形（T2：9871 - 9879・9970・9880 - 9889・9980・9890 - 9899・9990、32両）

特別な機器は搭載しない付随車。9870形が3号車、9880形が4号車、9890形が5号車となる。9880形の床下には非常用はしごが搭載されている。ロングシート化・機器更新により、3号車の9870形は順次電装化改造・電動車化し、M9900形に改番し、新2号車に連結される。
改造形式
- M9900形（M2：9900、1両）[26]

上記のT9870形をロングシート化した際に電装化した電動車。M9300形の次位（新2号車）に連結される。

## 製造時期による相違点
| 製造 区分               | 製造年   | 前照灯 窓枠 | 行先・種別 表示装置 | 車内案内 表示装置      | 側窓 高さ               | ロングシート 背もたれ | ロングシート 側部仕切り | 吊り広告数 | 中間貫通扉 窓枠形状       |
| ----------------------- | -------- | ----------- | ------------------- | ---------------------- | ----------------------- | --------------------- | ----------------------- | ---------- | ------------------------- |
| 一次車 （9300F）        | 2003年   | 分割        | 方向幕              | LED式 （1行） 千鳥配置 | 高い                    | 低い                  | なし                    | 4列        | 角張った窓                |
| 二次車 （9301F・9302F） | 2005年   | 一体        | 方向幕              | LED式 （1行） 千鳥配置 | 高い                    | 低い                  | あり                    | 4列        | 従来と類似した 角が丸い窓 |
| 三次車以降 （9303F - ） | 2008年 - | 一体        | フルカラー LED      | LCD （2画面） 千鳥配置 | やや低い 取付方式も変更 | 高い                  | あり                    |            | 従来と類似した 角が丸い窓 |

二次車までと三次車以降では行先表示装置と側窓の大きさの違いから外観の印象が異なっている。二次車以降はロングシート部に大型の仕切りが設置されたほか、自動貫通扉が連動式となり、一次車も検査入場の際に連動化改造された。また、前面の行先・種別表示装置の文字の大きさが一回り小さいタイプに変更されており、このフォーマットは後のフルカラーLEDにも踏襲されている。一次車は回生ブレーキが5 km/hで失効する仕様となっていたが、2005年（平成17年）5月に増備車に合わせて純電気ブレーキ化改造が行われた。荷棚の形状も一次車・二次車・三次車以降でそれぞれ異なっている。なお、書籍や鉄道模型によっては、9302Fを三次車、9303F以降を四次車以降と区別する場合もある。

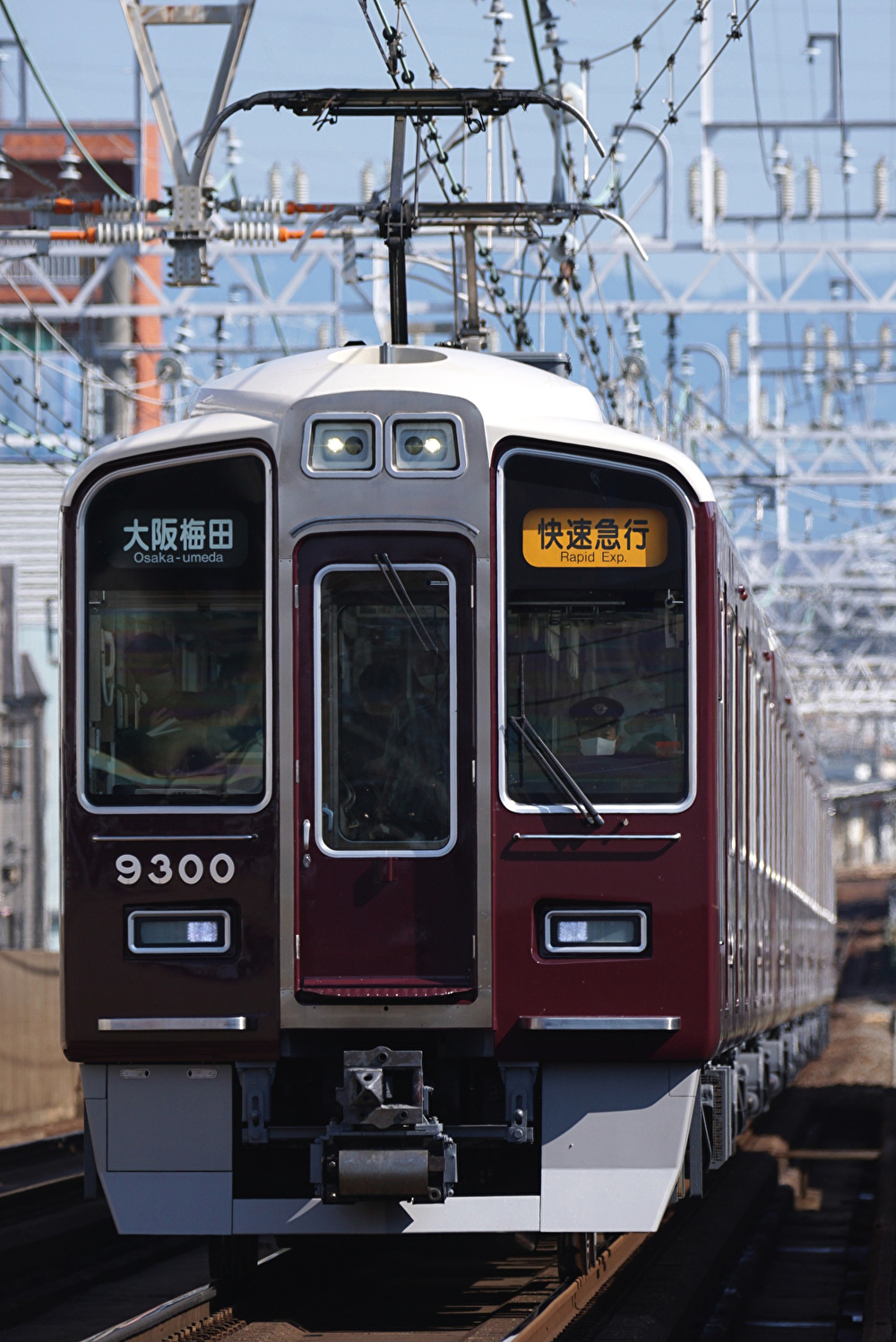
二分割された前照灯が特徴的な9300編成 （2020年8月23日）
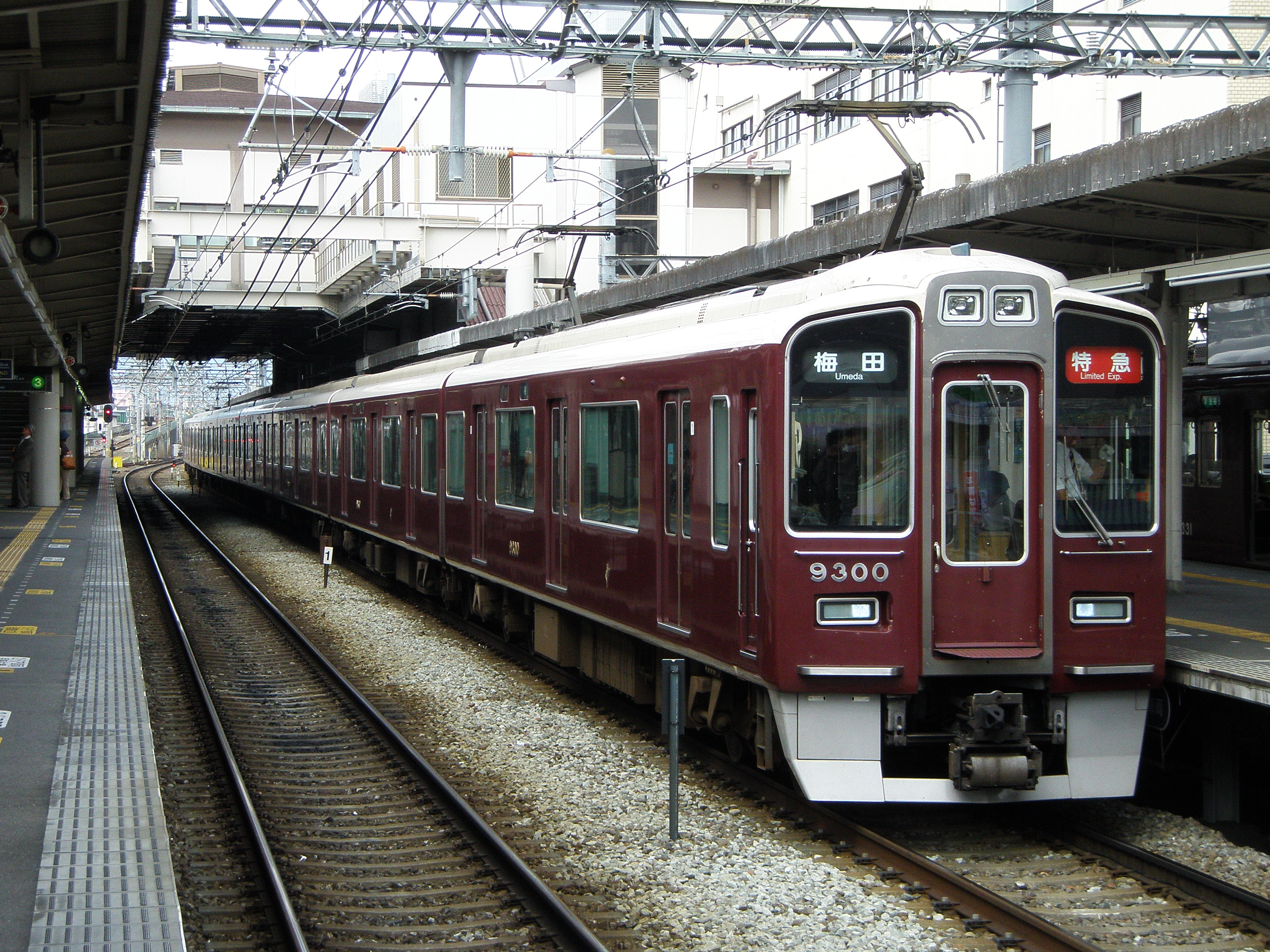
9300系1次車（9300F）
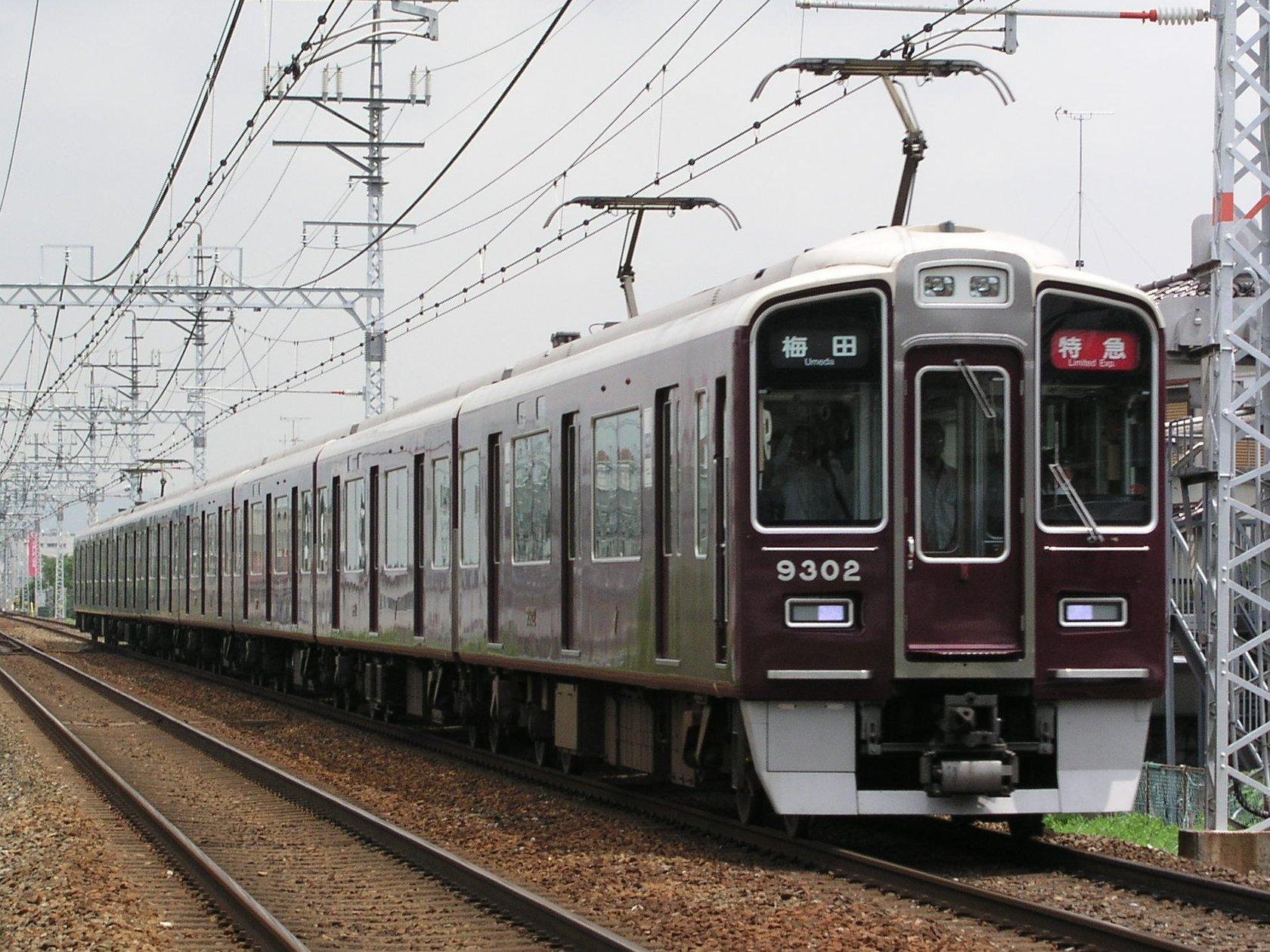
9300系2次車（9302F）
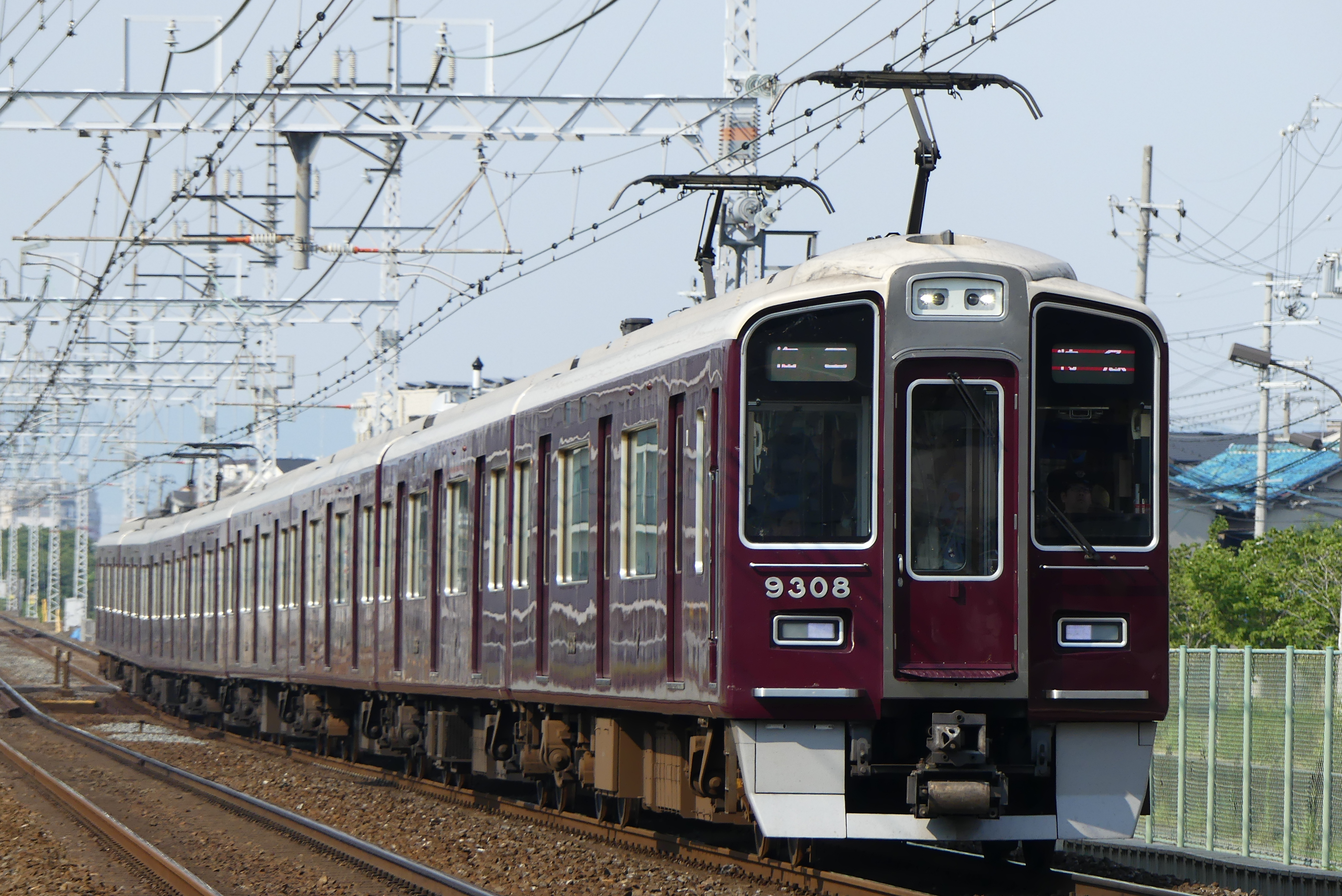
9300系3次車（9308F）

## 改造

### ロングシート化および制御装置の更新
2025年（令和7年）5月に、第1編成の9300Fに対して、全面的にロングシート化および制御装置の更新が実施された。
- 元3号車T9870形は電装化改造・電動車化し、M9900形に改番し、新2号車に連結[26]
- 元2号車T9850形は新3号車に連結[26]
- 行先・種別表示装置のフルカラーLED化

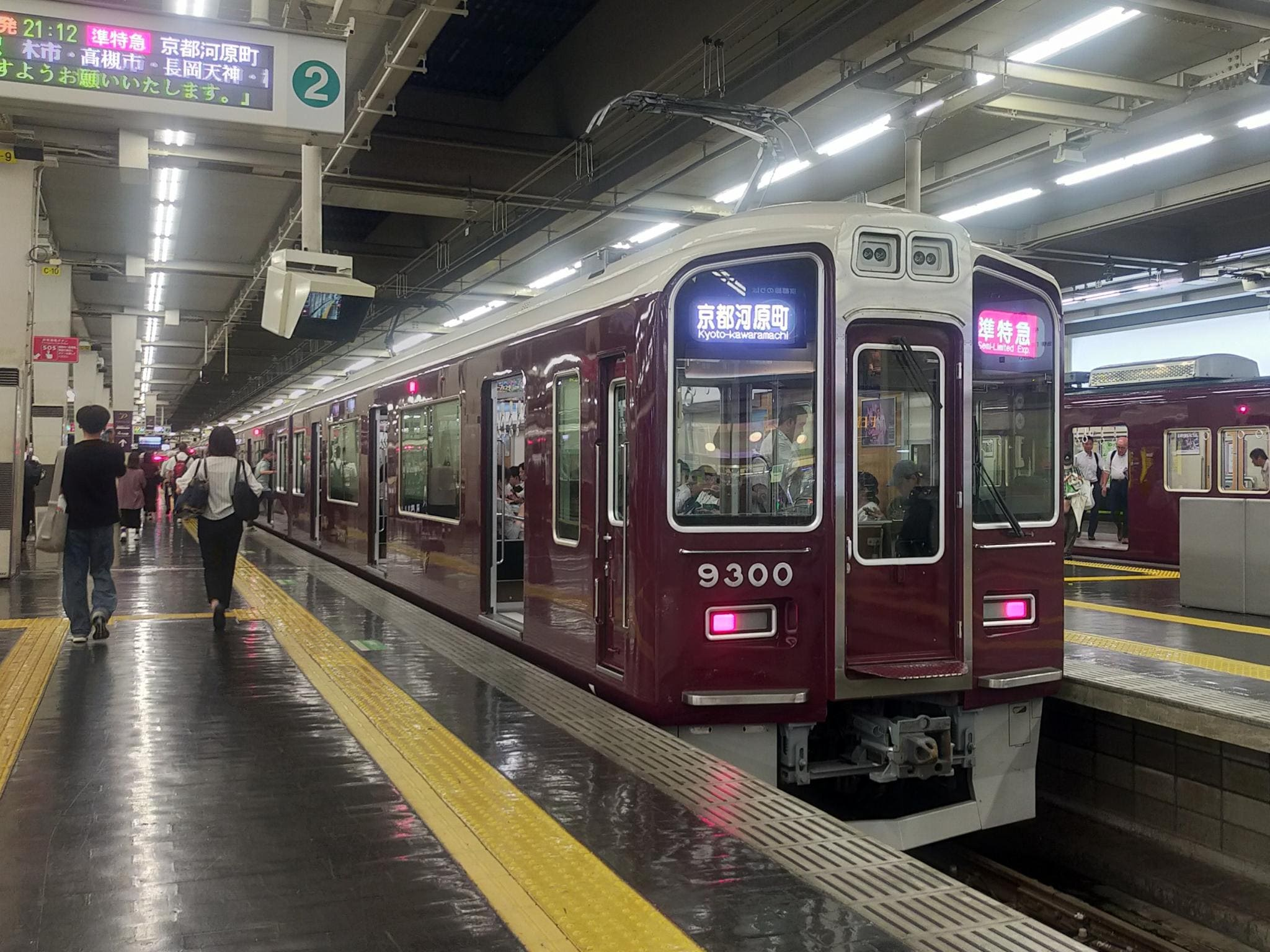
ロングシート化された9300F （2025年7月25日 大阪梅田駅）
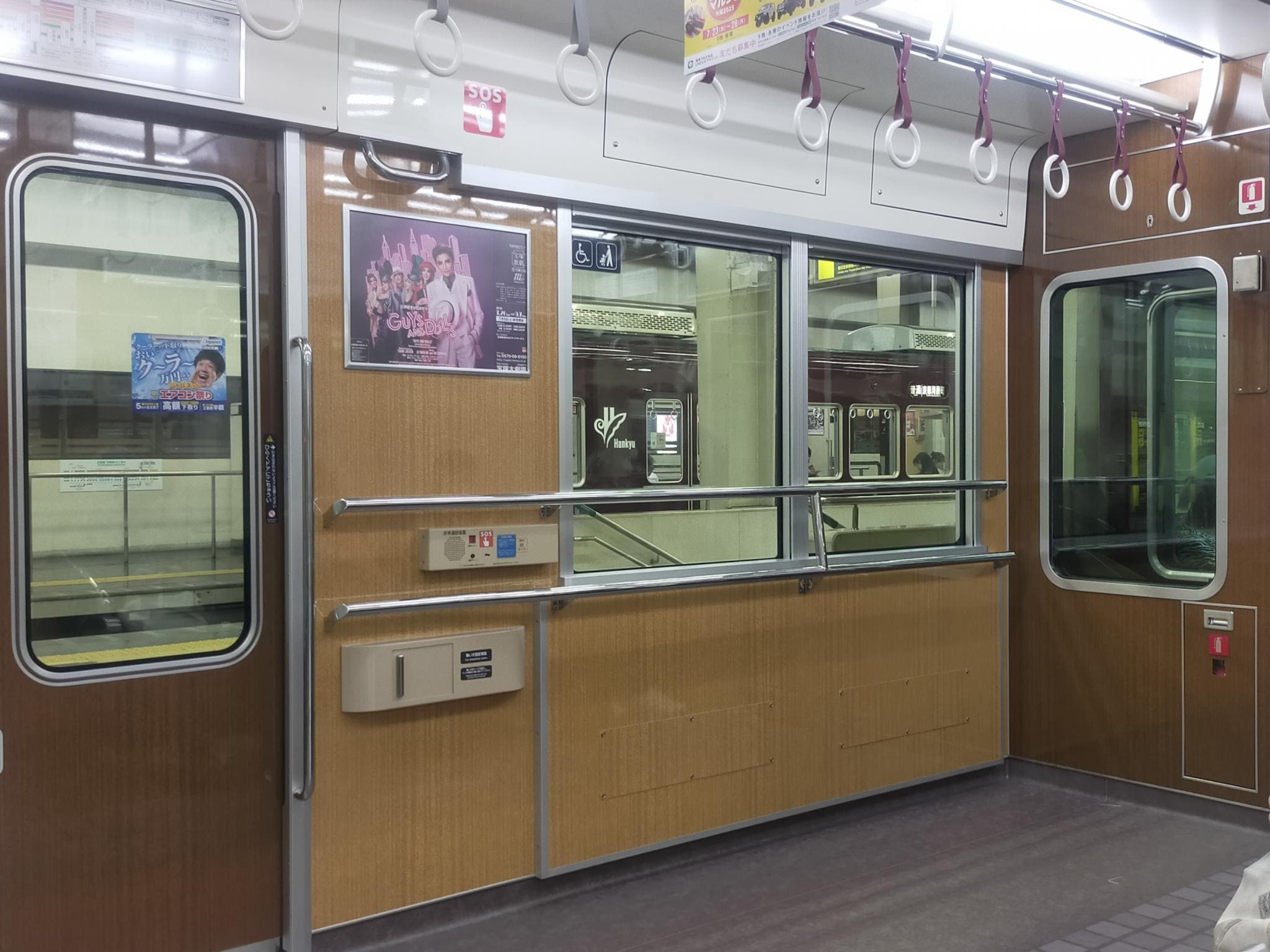
改造車の車椅子スペース （2025年7月25日 大阪梅田駅）

### その他
先述したロングシート化・機器更新以外の、小規模な改造について示す。
- 6300系で設定されていた女性専用車両は、9300系の登場当初は設定されていなかったが、第4編成が営業開始[30]した2008年（平成20年）7月7日以降は平日ダイヤ運転日の特急・通勤特急で設定されるようになった（特急については2022年（令和4年）12月16日を以て終了）。同時に各案内が従来の「2ドア車」から9300系を含む「2人掛け座席のある車両の5号車」という表記に改められた。
- 9308Fは2013年（平成25年）10月に前照灯が白色LEDに変更された[31][32]後、全車に施行された。
- 2017年（平成29年）度より、前述した乗降ドア横の手すりを一般的なものに交換し、クロスシート部の木材を新品と取り替える工事が開始されている。
- 2018年（平成30年）より、車椅子・ベビーカー利用客からの要望に応える形で、車椅子スペース部分の折り畳み式座席が収納状態で固定されるようになった[33][34]。座席自体は撤去されていないが、畳んだ部分への塞ぎ板の追加が2019年（平成31年・令和元年）より進められている。[要出典]
- 2018年（平成30年）11月3日からは6300系「京とれいん」と共に阪急の車両で初めて公衆無線LANのサービスを行っている。
- 2020年（令和2年）10月に女性専用車両の運用についての変更が発表され、2021年（令和3年）2月まで一般車両での代走運用が続いた[35]。その間、9300F - 9302Fが正雀車庫で長期間休車となった後に復帰したが、2021年（令和3年）2月、COVID-19対策として、全窓固定の9300F - 9302Fに対して、換気能力の強化（窓が開く編成と同程度の換気量を確保）が行われた[36]。
- 上記の休車中の間に9300F・9302Fには1300系と同様のATSに更新された。

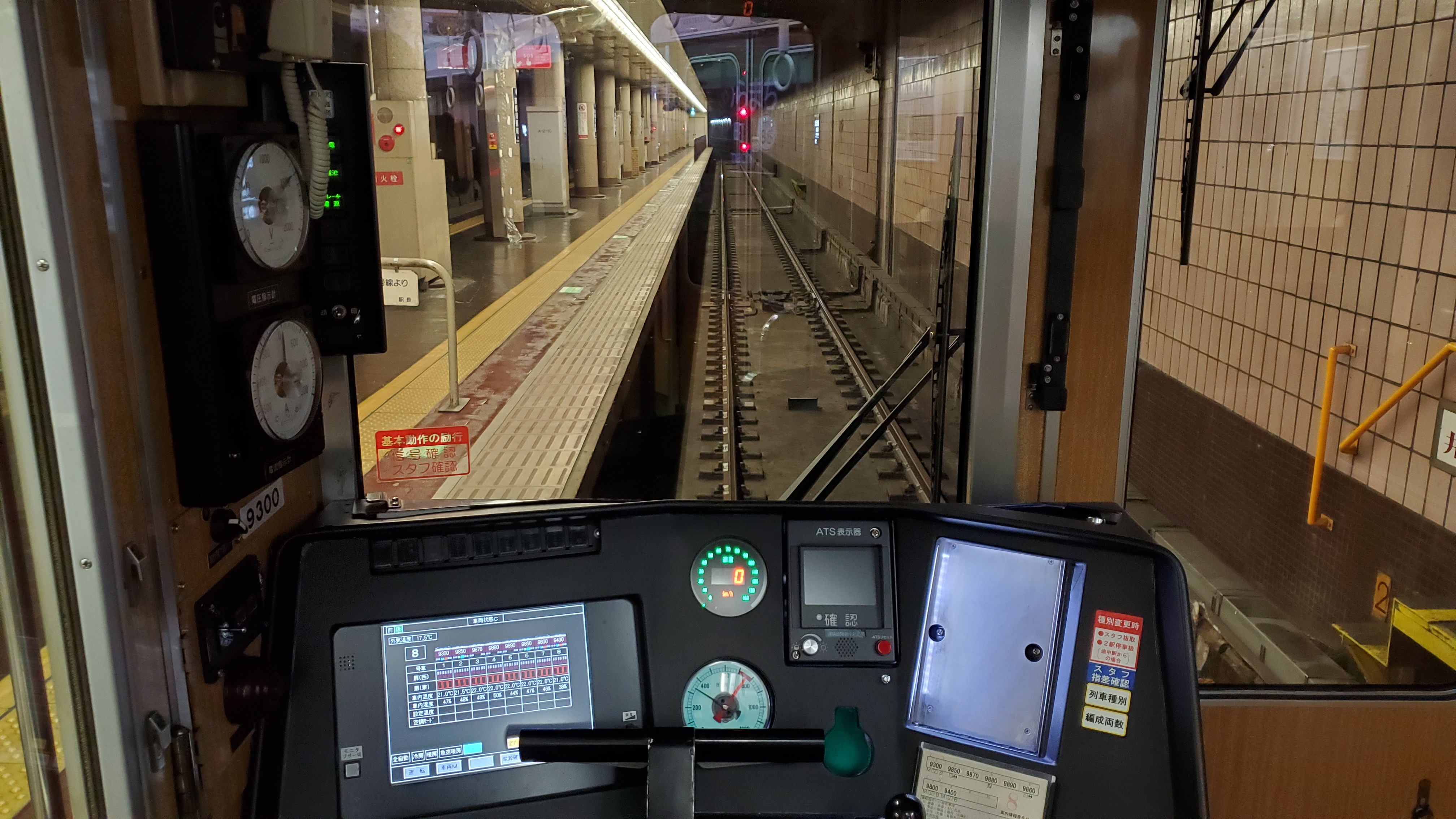
ATSが更新された9300Fの運転台

## 車体装飾
- 2005年（平成17年）：ルーブル美術館展のPRのため、9300F - 9302Fに対してオリジナルヘッドマークを掲出、車内広告をルーブル美術館展で統一した状態で運用された[37]。
- 2010年（平成22年）：摂津市駅の開業を記念し、9303Fが「カーボン・ニュートラル・トレイン摂津市駅号」としたラッピングで運用されていた[38]。
- 2013年（平成25年）：同年12月21日に西山天王山駅が開業したのに伴い、9307Fが「西山天王山駅開業記念号」としてラッピングされ、2014年（平成26年）5月末まで運用された[39]。
- 2020年（令和2年）：11月26日から、絵本『リサとガスパール』の日本出版20周年を記念し、スタンプラリーが実施される。それに合わせて各線1編成ずつにオリジナルヘッドマークが掲げられることになり、京都線では9309Fに掲出された[40]。
- 2023年（令和5年）：9300Fが9300系誕生20周年を記念し、ヘッドマークと車内プレートを付けた「9300系誕生20周年記念列車」となり、9月20日より運行を開始した。2024年（令和6年）7月まで運行されていた[41][42]。

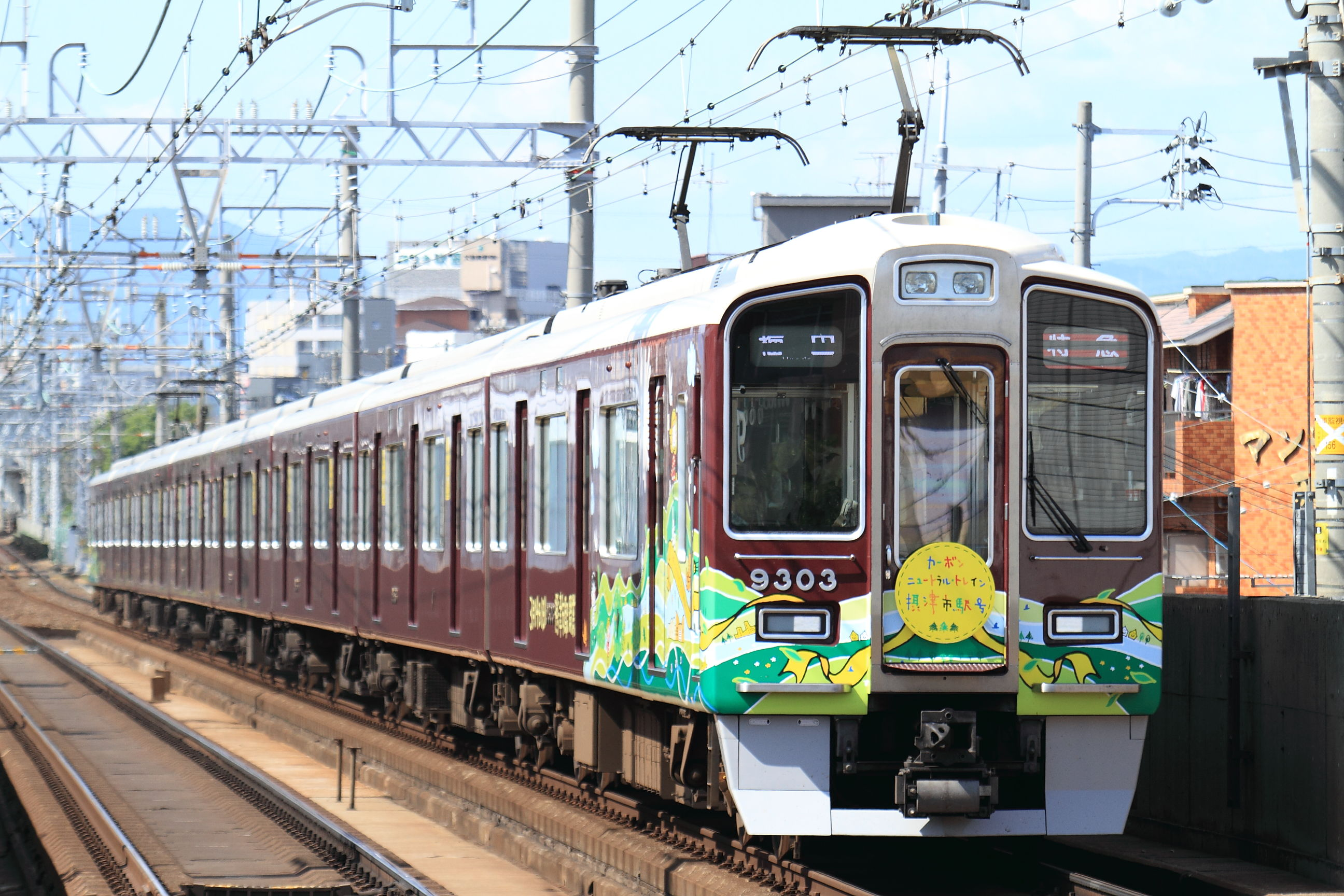
カーボン・ニュートラル・トレイン摂津市駅号 （2010年5月30日 上新庄駅）
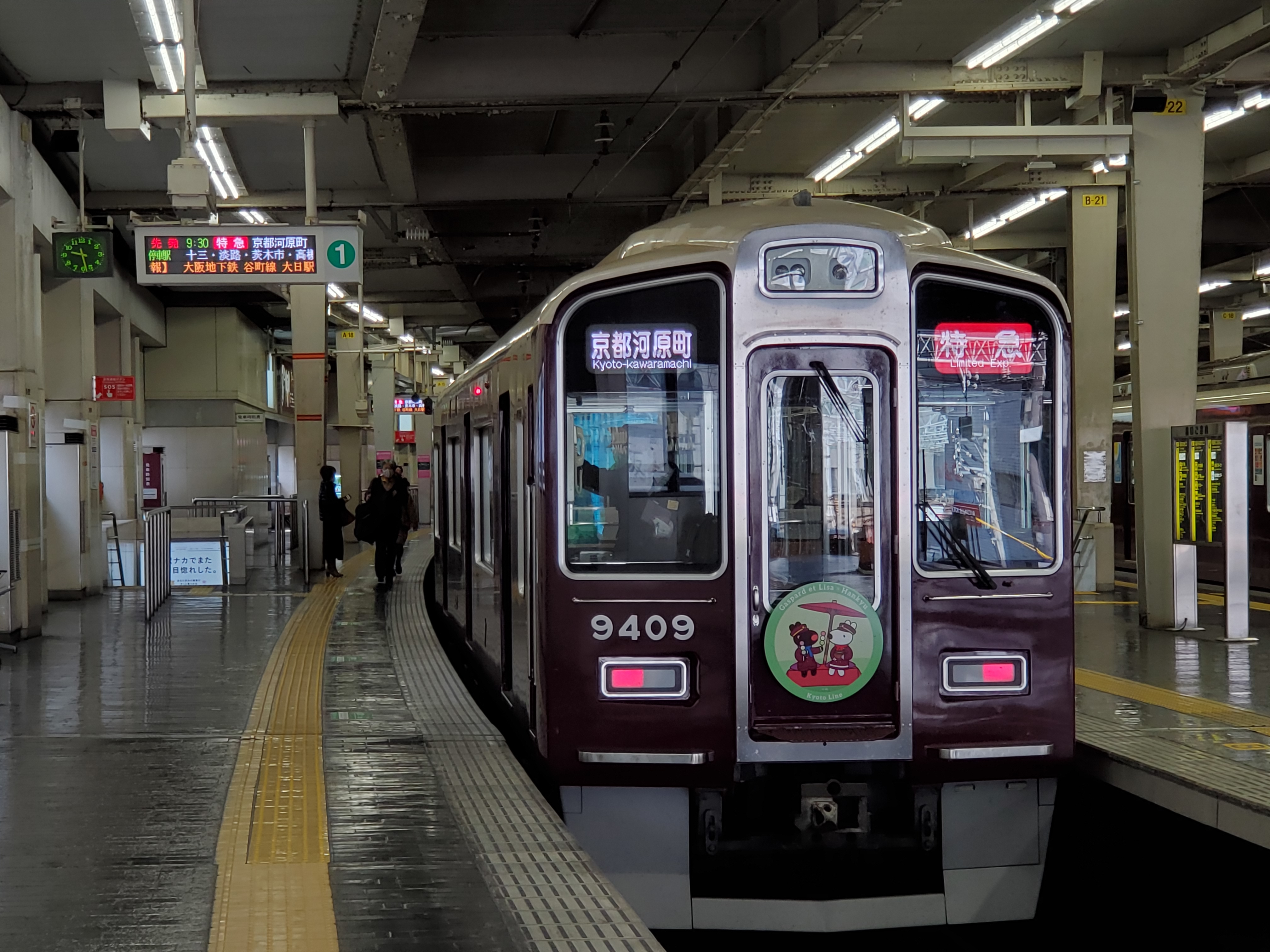
阪急9309F リサとガスパールヘッドマーク (2020年11月27日 大阪梅田駅)
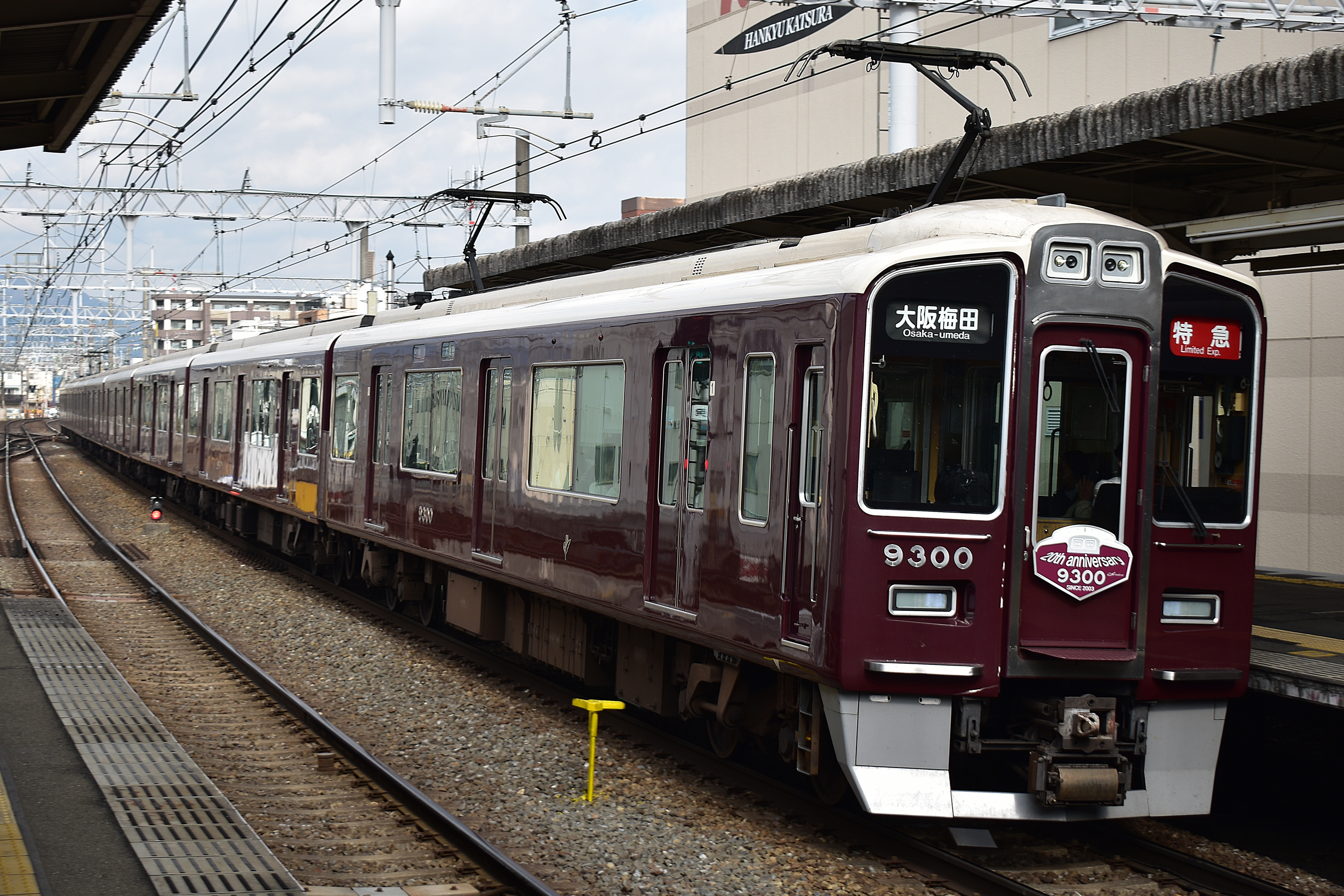
9300F 20th Anniversary （2023年11月24日 桂駅）

## 運用
基本的に京都本線の特急、通勤特急、準特急で運用される。ダイヤ乱れが発生した際は京都本線・千里線で上記以外の運用で使用されることもある。
かつては平日朝に2両を併結した10両編成の快速急行での運用もあったが、2022年（令和4年）ダイヤ改正で10両編成が廃止となり、現在は他系列との併結は行われていない。2008年（平成20年）7月7日以降、通勤特急にも運用されるようになり、6300系による運用を置き換えた。前日まではダイヤが乱れた場合などを除き、通勤特急や快速特急（2007年（平成19年）休止の初代）では運用されなかった。
2023年（令和5年）11月25日には、山田駅開業50周年を記念した貸切列車が9301Fで運行され、通常では営業運転を行わない千里線に入線した。

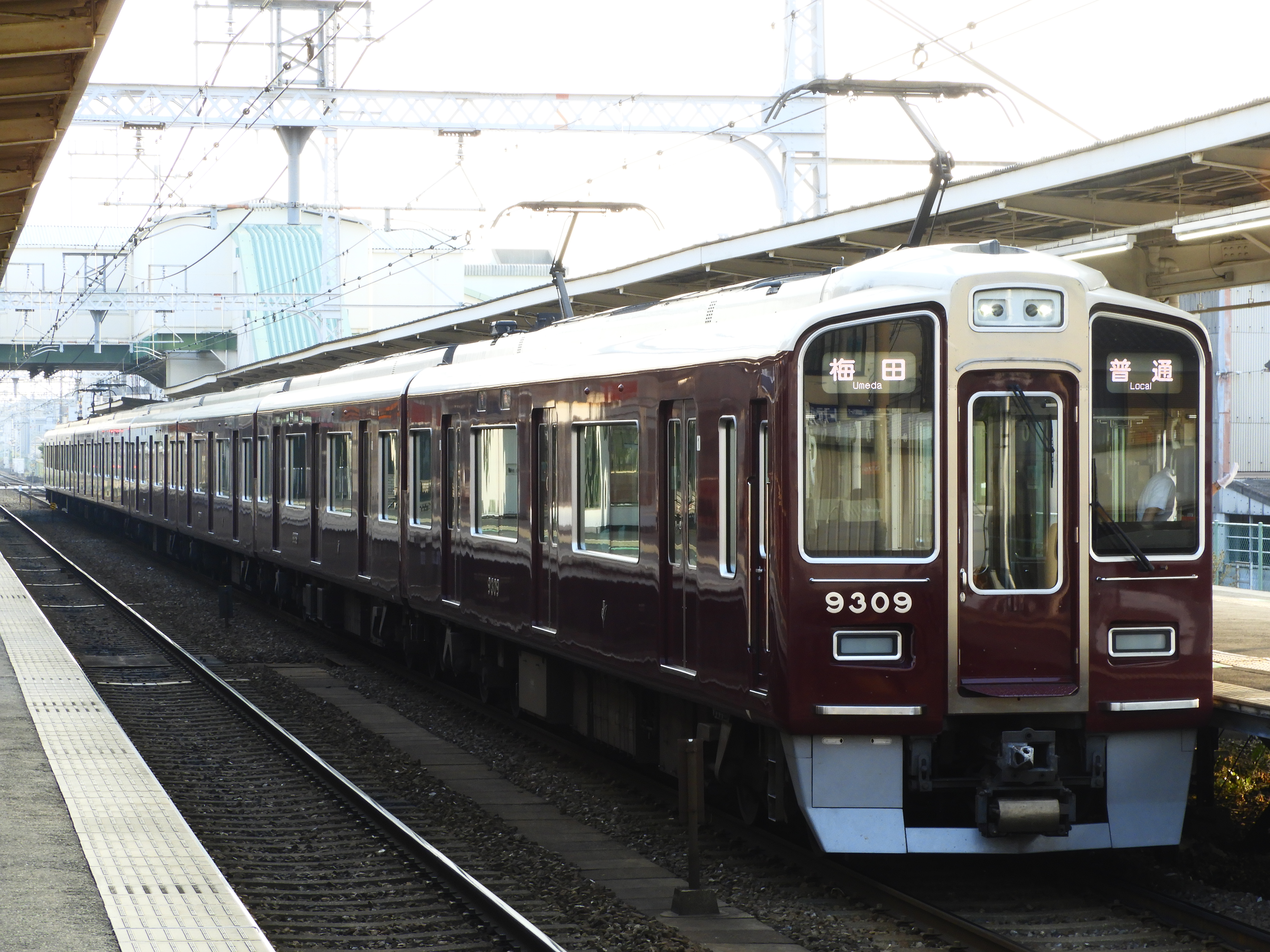
早朝に普通で運用された9300系 （2019年5月26日 長岡天神駅）

## 編成表
凡例
- 4号車（大阪梅田方先頭から4両目）：「PRiVACE」（2300系（2代）の2350形、末尾の車番は組み込み先とは合致しない）
- 5号車（大阪梅田方先頭から5両目）：女性専用車両（平日の通勤特急運用時のみ）

### 全編成一般車両時代
2024年（令和6年）4月1日現在
| ← 大阪梅田京都河原町 → | ← 大阪梅田京都河原町 → | ← 大阪梅田京都河原町 → | ← 大阪梅田京都河原町 → | ← 大阪梅田京都河原町 → | ← 大阪梅田京都河原町 → | ← 大阪梅田京都河原町 → | ← 大阪梅田京都河原町 → | ← 大阪梅田京都河原町 → | ← 大阪梅田京都河原町 → | ← 大阪梅田京都河原町 →                    |
| ---------------------- | ---------------------- | ---------------------- | ---------------------- | ---------------------- | ---------------------- | ---------------------- | ---------------------- | ---------------------- | ---------------------- | ----------------------------------------- |
| 9300 1号車 （Mc1）     | 9850 2号車 （T1）      | 9870 3号車 （T2）      | 9880 4号車 （T2）      | 9890 5号車 （T2）      | 9860 6号車 （T1）      | 9800 7号車 （M1）      | 9400 8号車 （Mc2）     | 竣工                   | 手すり 更新            | 備考                                      |
| 9300                   | 9850                   | 9870                   | 9880                   | 9890                   | 9860                   | 9800                   | 9400                   | 2003/10/07             | ○                      | 幕式 ヘッドライトケースは分割式           |
| 9301                   | 9851                   | 9871                   | 9881                   | 9891                   | 9861                   | 9801                   | 9401                   | 2005/03/25             | ○                      | 幕式 本編成以降ヘッドライトケースは一体型 |
| 9302                   | 9852                   | 9872                   | 9882                   | 9892                   | 9862                   | 9802                   | 9402                   | 2005/05/20             | ○                      | 9301Fと同仕様                             |
| 9303                   | 9853                   | 9873                   | 9883                   | 9893                   | 9863                   | 9803                   | 9403                   | 2008/07/04             |                        | 本編成以降9000系と同仕様                  |
| 9304                   | 9854                   | 9874                   | 9884                   | 9894                   | 9864                   | 9804                   | 9404                   | 2008/09/12             |                        |                                           |
| 9305                   | 9855                   | 9875                   | 9885                   | 9895                   | 9865                   | 9805                   | 9405                   | 2009/01/23             |                        |                                           |
| 9306                   | 9856                   | 9876                   | 9886                   | 9896                   | 9866                   | 9806                   | 9406                   | 2009/08/28             |                        |                                           |
| 9307                   | 9857                   | 9877                   | 9887                   | 9897                   | 9867                   | 9807                   | 9407                   | 2009/10/21             |                        |                                           |
| 9308                   | 9858                   | 9878                   | 9888                   | 9898                   | 9868                   | 9808                   | 9408                   | 2009/11/27             |                        | 本編成のみアルナ車両で艤装                |
| 9309                   | 9859                   | 9879                   | 9889                   | 9899                   | 9869                   | 9809                   | 9409                   | 2010/01/08             |                        |                                           |
| 9310                   | 9950                   | 9970                   | 9980                   | 9990                   | 9960                   | 9810                   | 9410                   | 2010/02/19             |                        |                                           |

### 一部編成への「PRiVACE」連結後
| ← 大阪梅田京都河原町 → | ← 大阪梅田京都河原町 → | ← 大阪梅田京都河原町 → | ← 大阪梅田京都河原町 → | ← 大阪梅田京都河原町 → | ← 大阪梅田京都河原町 → | ← 大阪梅田京都河原町 → | ← 大阪梅田京都河原町 → | ← 大阪梅田京都河原町 → | ← 大阪梅田京都河原町 → |
| ---------------------- | ---------------------- | ---------------------- | ---------------------- | ---------------------- | ---------------------- | ---------------------- | ---------------------- | ---------------------- | ---------------------- |
| 9300 1号車 （Mc1）     | 9850 2号車 （T1）      | 9870 3号車 （T2）      | 9880 4号車 （T2）      | 9890 5号車 （T2）      | 9860 6号車 （T1）      | 9800 7号車 （M1）      | 9400 8号車 （Mc2）     | 手すり 更新            | 備考                   |
| 9301                   | 9851                   | 9871                   | 9881                   | 9891                   | 9861                   | 9801                   | 9401                   | ○                      | 幕式                   |
| 9302                   | 9852                   | 9872                   | 9882                   | 9892                   | 9862                   | 9802                   | 9402                   | ○                      | 幕式                   |
| 9309                   | 9859                   | 9879                   | 9889                   | 9899                   | 9869                   | 9809                   | 9409                   |                        |                        |
| 9310                   | 9950                   | 9970                   | 9980                   | 9990                   | 9960                   | 9810                   | 9410                   |                        |                        |

| ← 大阪梅田京都河原町 → | ← 大阪梅田京都河原町 → | ← 大阪梅田京都河原町 → | ← 大阪梅田京都河原町 → | ← 大阪梅田京都河原町 → | ← 大阪梅田京都河原町 → | ← 大阪梅田京都河原町 → | ← 大阪梅田京都河原町 → | ← 大阪梅田京都河原町 → | ← 大阪梅田京都河原町 → |
| ---------------------- | ---------------------- | ---------------------- | ---------------------- | ---------------------- | ---------------------- | ---------------------- | ---------------------- | ---------------------- | ---------------------- |
| 9300 1号車 （Mc1）     | 9850 2号車 （T1）      | 9870 3号車 （T2）      | 2350 4号車 （T）       | 9890 5号車 （T2）      | 9860 6号車 （T1）      | 9800 7号車 （M1）      | 9400 8号車 （Mc2）     | 手すり 更新            | 備考                   |
| 9303                   | 9853                   | 9873                   | 2358                   | 9893                   | 9863                   | 9803                   | 9403                   |                        |                        |
| 9304                   | 9854                   | 9874                   | 2359                   | 9894                   | 9864                   | 9804                   | 9404                   |                        |                        |
| 9305                   | 9855                   | 9875                   | 2360                   | 9895                   | 9865                   | 9805                   | 9405                   |                        |                        |
| 9306                   | 9856                   | 9876                   | 2361                   | 9896                   | 9866                   | 9806                   | 9406                   |                        |                        |
| 9307                   | 9857                   | 9877                   | 2356                   | 9897                   | 9867                   | 9807                   | 9407                   |                        |                        |
| 9308                   | 9858                   | 9878                   | 2357                   | 9898                   | 9868                   | 9808                   | 9408                   |                        |                        |

| ← 大阪梅田京都河原町 → | ← 大阪梅田京都河原町 → | ← 大阪梅田京都河原町 → |
| ---------------------- | ---------------------- | ---------------------- |
| 9880 4号車 （T2）      | 手すり 更新            | 備考                   |
| 9883                   |                        |                        |
| 9884                   |                        |                        |
| 9885                   |                        |                        |
| 9886                   |                        |                        |
| 9887                   |                        |                        |
| 9888                   |                        |                        |

### ロングシート化および制御装置の更新編成
- （）内の車両番号：旧車番[26]

| ← 大阪梅田京都河原町 → | ← 大阪梅田京都河原町 → | ← 大阪梅田京都河原町 → | ← 大阪梅田京都河原町 → | ← 大阪梅田京都河原町 → | ← 大阪梅田京都河原町 → | ← 大阪梅田京都河原町 → | ← 大阪梅田京都河原町 → | ← 大阪梅田京都河原町 → | ← 大阪梅田京都河原町 → |
| ---------------------- | ---------------------- | ---------------------- | ---------------------- | ---------------------- | ---------------------- | ---------------------- | ---------------------- | ---------------------- | ---------------------- |
| 9300 1号車 （Mc1）     | 9900 2号車 （M2）      | 9850 3号車 （T1）      | 9880 4号車 （T2）      | 9890 5号車 （T2）      | 9860 6号車 （T1）      | 9800 7号車 （M1）      | 9400 8号車 （Mc2）     | 手すり 更新            | 備考                   |
| 9300                   | 9900 （9870）          | 9850                   | 9880                   | 9890                   | 9860                   | 9800                   | 9400                   | ○                      |                        |